# Les models (Seurat)
Les models (en francès: Les Poseuses) és un quadre de 249,9 cm d'amplada i 200 cm d'alçada del pintor francès Georges Pierre Seurat, realitzat entre 1884 i 1886, que s'exhibeix en la Fundació Barnes de Filadèlfia, als Estats Units d'Amèrica.
Seurat pintà aquesta obra com a resposta als crítics que adduïen la impossibilitat que la seva tècnica pictòrica, que jutjaven freda i freturosa de sentiment, aconseguís representar la vida. El nu proposat està realitzat amb tres posats de la mateixa model, i resulta interessant notar al fons de la composició, ambientada en l'estudi de l'artista, diversos esbossos i part de la seva pintura Tarda de diumenge a l'illa de la Grande Jatte. Es considera en general, no obstant això, que el quadre és una prova en si mateix que el puntillisme (o neoimpressionisme) no aconseguí produir obres de vibració semblant a l'impressionisme.